# Silke Renk
Silke Renk, po mężu Lange (ur. 30 czerwca 1967 w Erfurcie) – niemiecka lekkoatletka specjalizująca się w rzucie oszczepem.
W 1988 reprezentowała NRD podczas Igrzysk Olimpijskich w Seulu, gdzie zajęła 5. miejsce. Dwa lata później – w 1990 w Splicie – zajęła 4. pozycję podczas mistrzostw Europy. W 1991 wywalczyła brązowy medal mistrzostw świata w Tokio. Jej największym sukcesem było zdobycie złotego medalu podczas Igrzysk Olimpijskich w Barcelonie w roku 1992 – uzyskała wówczas wynik 68,34 m. W kolejnym sezonie zajęła 6. miejsce w mistrzostwach świata. W roku 1994 w związku z kontuzją stawu kolanowego nie brała udziału w rozegranych w Helsinkach mistrzostwach Europy. Podczas mistrzostw świata w 1995 oraz Igrzysk Olimpijskich w 1996 nie awansowała do finałowej rozgrywki. W 1989 zdobyła złoty medal uniwersjady.
Rekord życiowy: 71,00 (czerwiec 1988, Rostock).